# Аустралијска лабуристичка партија
Аустралијска лабуристичка партија (енгл. Australian Labor Party, ALP) је политичка партија левог центра која делује у Аустралији.
Основана је године 1901. од стране традиционално јаког синдикалног покрета у Аустралији. Представља најстарију политичку странку у Аустралији и једину која је учествовала на свим парламентарним изборима откако је Аустралија године 1901. стекла независност.
Иако се номинално залагала за социјализам а од 1950. била чланица Социјалистичке интернационале, АЛП је била заговорник расистичке политике Беле Аустралије којом се пречио улазак не-европских имиграната у Аустралију. Та је платформа напуштена 1967. године и отада се АЛП постепено залаже за мултикултурализам. Економска платформа АЛП се од 1970-их почела покретати према центру односно према капиталистичкој тржишној привреди.
АЛП је од 1983. до 1996. била на власти, а након тога у опозицији. У новембру 2007. је под вођством Кевина Рада победила на федералним парламентарним изборима. На изборима 2013. се вратила у опозицију, у којој је остала до 2022. године.
Занимљиво је да је име ове странке једини изузетак од спеловања речи које у британском стандарду енглеског језика (који Аустралија користи) завршавају на -our. Непознато је како се дошло до „америчког” спелинга Labor, али већина аустралијанских лингвиста сматра да је у питању грешка која се усталила.